# Luigi Zoppetti
Luigi Zoppetti (Monteossolano, 1888 – Domodossola, 6 maggio 1970) è stato un presbitero e partigiano italiano.

## Biografia
Ordinato presbitero il 29 giugno 1911 dal vescovo di Novara, come primo incarico fu insegnante di lingua e letteratura francese in seminario. In seguito, durante la prima guerra mondiale prestò servizio in un ospedale militare di Torino. Si laureò in Scienze naturali presso l'Università di Torino facendo una tesi sull’arrivo in Europa del ligustrum. Iniziò la sua attività come insegnante di scienze presso il Collegio Mellerio Rosmini a Domodossola. Fu cappellano all’ospedale di Domodossola e dal 1921 canonico del capitolo della collegiata. 

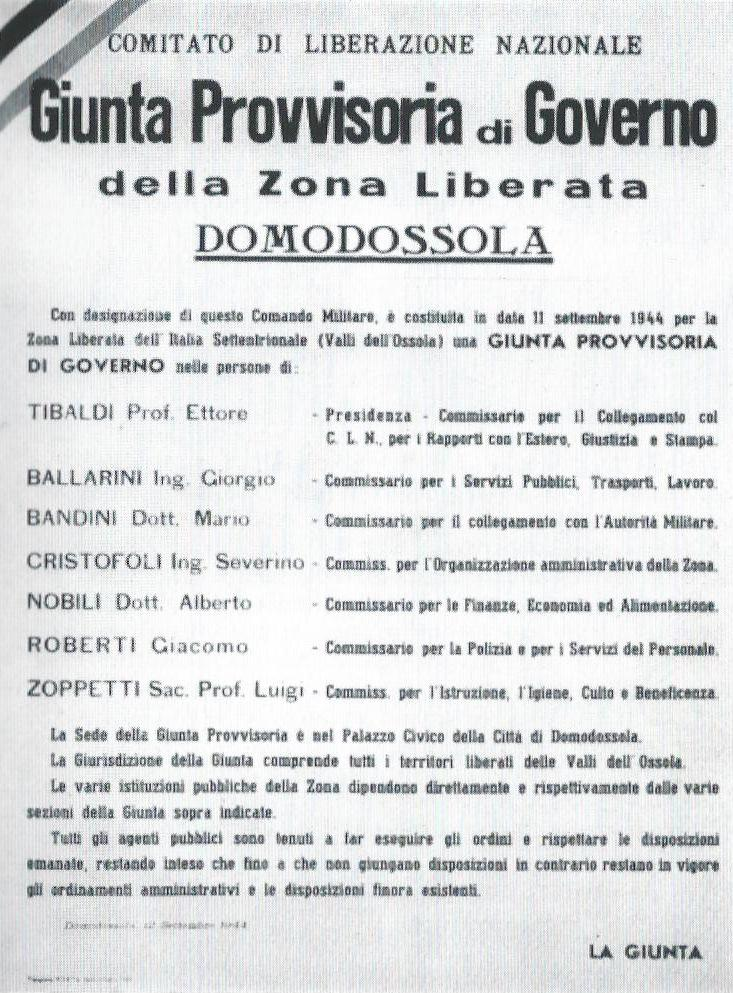
Il Manifesto che annuncia la formazione della Giunta provvisoria di Governo

Durante gli anni della II guerra mondiale, entrò nel 1943 nella Resistenza, divenendo membro del CNL, salvando sbandati e perseguitati politici facendoli espatriare in Svizzera lungo sentieri di montagna con l'aiuto di montanari fidati.
Fu tra i principali sostenitori della presa di Domodossola da parte dei partigiani, affrontando con durezza fino al diverbio le esitazioni della componente partigiana comunista, che giudicando prematura l'impresa, fu inizialmente esclusa dalla rappresentanza e non fu in seguito informata di alcuni accordi riservati raggiunti con le truppe tedesche e le milizie fasciste circa il loro ritiro dalla valle. Zoppetti sostenne l'idea di creare una libera repubblica da cui partire per la liberazione di tutto il territorio nazionale.
Zoppetti fece parte della Giunta provvisoria di Governo della Repubblica dell'Ossola, in qualità di Commissario per l'Istruzione, Igiene, Culto e Beneficenza. Dopo il ritorno dei Tedeschi si rifugiò in Svizzera e fu vicino agli esuli nel cantone Vallese.
Alla successiva caduta della repubblica, in quel concitato e convulso succedersi di eventi, incluso il rimpasto dei componenti della giunta e il riparo di Zoppetti e Tibaldi in Svizzera,  essi furono criticati dalla componente partigiana comunista che ravvisò in negligenze della loro condotta una delle principali cause della caduta della Repubblica dell'Ossola e del precedente massacro di 33 partigiani, dovuto alle mancate comunicazioni e alla carenza di una catena di comando, morti in uno scontro a fuoco con le truppe nazifasciste in ritirata dalla valle, che in seguito agli accordi presi in precedenza non erano state completamente disarmate, fatto che provocò una insanabile inconciliabilità fra la componente comunista e le altre della resistenza ossolana.
Nel dopoguerra mantenne i precedenti incarichi e fu animatore di attività benefiche.